# Małe Morskie Oko
Małe Morskie Oko je pleso v polské části Vysokých Tater ve skupině Rybích Stawků. Leží na Rybím potoku v údolí Dolina Rybiego Potoku ve Vysokých Tatrách v Polsku. Má rozlohu 0,2240 ha. Je 91,5 m dlouhé a 44 m široké. Dosahuje maximální hloubky 3,3 m. Má objem 1980 m³. Leží v nadmořské výšce 1391,7 m.

## Okolí
Jezero má elipsovitý tvar. V některých mapách je poloha jezera uvedena chybně, když popis Małe Morskie Oko je uveden u malého plesa hruškovitého tvaru bezprostředně pod Morským Okem a následně popis Żabie Oko je uveden u Małeho Morskieho Oka.

## Vodní režim
Jezerem protéká z jihozápadu na severovýchod Rybí potok, který přitéká z Morského Oka a odtéká do Żabieho Oka. Rozměry jezera v průběhu času zachycuje tabulka:
| Rok  | Měření prováděl        | Rozloha ha | Délka m | Šířka m | Hloubka max.m | Objem m³ |
| ---- | ---------------------- | ---------- | ------- | ------- | ------------- | -------- |
| 1934 | Józef Szaflarski (WIG) | 0,22       | 91,5    | 44      | 3,3           | 1 980    |
| 2005 | Gregor, Pacl           | 0,2240     | —       | —       | 3,3           | 1 980    |

## Přístup
Nad západním břehem vede silnice k Morskému Oku. K jezeru se lze dostat:
- po společné  a  červené turistické značce od Morského Oka (5 minut),
- po  červené turistické značce od Wodogrzmotů Mickiewicza (1:40 hodiny),
- po  modré turistické značce od Schroniska PTTK w Dolinie Pięciu Stawów Polskich (2 hodiny).